# Ganzsteinschanzen
Die Schanzenanlage Ganzsteinschanzen in Mürzzuschlag ist die älteste noch heute weitestgehend unverändert bestehende Skisprungschanzenanlage Mitteleuropas und besteht aus mehreren Skisprungschanzen. Zur Anlage gehören drei kleine Schanzen der Kategorie K 8, K 18, K 28 und einer mittleren Schanze der Kategorie K 55. Nur die Schanzen K 18, K 28 und K 55 sind mit Matten belegt. Alle vier sind Naturschanzen. Die Schanzen liegen in der Steiermark und in Österreich am östlichsten und ist die älteste Anlage in Mitteleuropa. Die Schanzen werden auch von den Vereinen Wiener Stadtadler und Síugrás Kõszeg SE genutzt.

## Geschichte
Im Jahr 1904 wurde die erste Schanze gebaut, welche bereits 1907 zur K-40-Meter-Schanze umgebaut wurde. Im Laufe der Jahre hat man die Schanze für kurze Zeit zur K 60 Meter erweitert. 1983 baute der Verein ESV Mürzzuschlag die heutige Ganzsteinschanze. Im Jahr 2004 hat man die Schanzenanlage für 130.000 Euro renoviert und dabei wurden die Schanzen K 18, K 28 und K 55 mit Kunststoffmatten ausgestattet. Nur für den Winter wurde eine K 8 Minischanze gebaut, die allerdings 2017 auch für den Sommerbetrieb mit Matten ausgestattet wurde.

## Veranstaltungen
Auf den Schanzen finden jährlich fünf eingetragene Veranstaltungen statt. Im Jahr 2010 fand der Ladies Cup statt.